# محمد لقاك
محمد لقاك الملقب بـ « كيكي » (مواليد 2 يونيو 1937) هو لاعب كرة قدم دولي ومدرب جزائري سابق، يُعد شخصية رياضية بارزة في منطقة المانش الفرنسية، كان يلعب في مركز الجناح والمهاجم، لديه أربع مشاركات مع المنتخب الوطني الجزائري بين عامي 1964 و1969.

## ميلاده ونشأته
ولد محمد في تيفيشون (خميستي حاليا)، بالقرب من القليعة في الجزائر

## المسيرة الكروية

### لاعب
حقق لاعب الجناح مسيرته الاحترافية في الدوري الفرنسي، حيث خاض 146 مباراة في دوري الدرجة الأولى (سجل خلالها 44 هدفًا)، خاصة مع نادي روان وأولمبيك ليون، حيث اكتشف من خلالهما كأس أوروبا. أهّله مساره لتمثيل المنتخب الجزائري من عام 1964 إلى عام 1969.

#### المباريات الدولية
- 4 نوفمبر 1964: الجزائر - الاتحاد السوفيتي 2-2 (مباراة ودية)، في الجزائر العاصمة (سجل هدفًا).
- 17 يونيو 1965: الجزائر - البرازيل 0-3 (مباراة ودية)، في وهران.
- 29 ديسمبر 1968: تونس - الجزائر 0-0 (تصفيات كأس العالم)، في تونس العاصمة.
- 28 سبتمبر 1969: الجزائر - مصر 1-1 (تصفيات كأس الأمم الإفريقية)، في الجزائر العاصمة.[22][23][24][25][26]

### مدرب
بعد تجربة أولى كمدرب ولاعب في أنغوليم، أصبح مدربًا متفرغًا. قاد بعض فرق الدرجة الثانية (مثل UES مونتموريون وأنغوليم CFC)، ثم العديد من الفرق على مستوى الهواة في جميع أنحاء فرنسا (CA مانت لا فيل عام 1993)، وخاصة في نورماندي (مثل CS ألانكون حيث بدأ مسيرته في التدريب في السبعينيات ثم عاد إليها عام 2000، وUS غرانفيل، وسان جورج/دومفرونت، وCS كارانتاين عام 2001، وAF فير عام 2005...). عُرف آنذاك باسم « كيكي ».
في عامي 2006 و2007، أدار لعدة أشهر فريقين في الدوري الجزائري الأول: وداد تلمسان ومولودية وهران.
في عام 2010، كان لقاك جزءًا من الجهاز الفني لنادي US أفرانش مونت سان ميشيل، وفي يونيو 2010 انضم إلى يو إس سان بيير-سور-مير لتدريب فريقي ب و ج.

## وصلات خارجية
- محمد لقاك على موقع قاعدة بيانات كرة القدم.إي يو (الإنجليزية)